# Легенда про Зеленого лицаря
«Легенда про Зеленого лицаря» (англ. The Green Knight) — фільм у жанрі фентезі від режисера Девіда Лоурі, заснований на поемі невідомого автора XIV століття «Сер Гавейн і Зелений Лицар». У картині зіграли Дев Патель, Алісія Вікандер, Джоел Еджертон, Саріта Чоудрі, Шон Гарріс, Кейт Дікі, Баррі Кіоган і Ралф Айнесон. Світова прем'єра фільму відбулася 30 липня 2021 року.
Легендарний сер Гавейн, спадкоємець Короля Артура, приймає виклик таємничого Зеленого лицаря. Обезголовивши його, Гавейн зобов'язується через рік і один день так само втратити власну голову. Щоб зберегти честь, він вирушає в подорож, де сподівається уникнути лихої долі.

## Сюжет
Сер Гавейн, небіж короля Артура, уві сні бачить себе королем на троні, йому на голову опускається корона, після чого голова спалахує. Гавейн прокидається різдвяного ранку в борделі зі своєю коханкою, простолюдинкою Ессель. Він вирушає в Камелот, де розмовляє зі своєю матір'ю, яка відмовляється йти на святковий обід до Артура. Гавейн іде туди сам, під час обіду король запрошує Гавейна сісти разом з ним і королевою Ґвіневрою. Гавейн спершу каже, що недостойний, але король наполягає і просить «розказати легенду про себе». Гавейн відповідає, що про нього ще немає легенд і Ґвіневра погоджується — це ще треба заслужити. З розмови Гавейн розуміє, що король не довіряє своїм придворним і хоче бачити небожа наступним правителем. В той же час мати Гавейна лишається в своїй вежі з чаклунками та виконує магічний ритуал.
Артур закликає своїх лицарів розповісти легенду, натякаючи, що вони насправді недостойні зватися лицарями, і вони мовчать. На застілля несподівано прибуває схожий на дерево Зелений лицар. Він передає королю листа з викликом: «хай найвідважніший і найщиріший серцем» лицар вийде на двобій проти Зеленого лицаря. Однак, є умова — якщо боєць завдасть Зеленому лицареві хоч найменшої рани, то отримає коштовну сокиру і славу; але через рік і один день буде зобов'язаний прийти до Зеленої каплиці, щоб отримати таку ж рану. Гавейн викликається битися з непроханим гостем і король дає йому свого меча. Однак, замість битися, Зелений лицар сам віддає Гавейну свою сокиру і дозволяє атакувати. Гавейн відрубує йому голову мечем. Але за мить Зелений лицар встає, забирає свою відрубану голову, і йде, нагадавши Гавейну з'явитися до каплиці в назначений час.
Минає майже рік і король приходить до Гавейна та нагадує про угоду з Зеленим лицарем. Той бере виграну сокиру, а мати дарує йому зелений пояс зі словами, що поки Гавейн носить його — ніхто не зможе йому зашкодити. Гавейн прощається з Ессель і проїжджає через поле бою, де зустрічає сміттяра, який каже, що тут король Артур сам убив 960 ворогів. Сміттяр вказує дорогу до Зеленої каплиці, та насправді заманює Гавейна в засідку, де разом з двома поплічниками відбирає в нього коня, сокиру і пояс. Сам сміттяр, схопивши сокиру, сідає на коня та покидає братів, які біжать навздогін. Гавейн лишається зв'язаним у лісі. Він уявляє, що помре тут всіма забутий, але все ж звільняється та йде далі пішки.
Ввечері Гавейн добирається до покинутого будинку, де й засинає. Його будить привид молодої дівчини Вініфріди, яка розповідає, що її убив один лорд, а голову викинув у струмок. Вона просить дістати зі струмка голову, Гавейн дістає з дна череп, а Вініфріда обіцяє сприяти йому надалі. Наступного ранку Гавейн знаходить вкрадену сокиру.
У подорожі до Гавейна приєднується лисиця. З'ївши невідомих грибів з печери, вони зустрічають оголених велеток, які йдуть через долину. Одна з них намагається схопити Гавейна, проте лякається лисиці.
Потім Гавейн добирається до замку місцевого лорда, який разом зі своєю дружиною запрошує його погостювати два дні, адже шукана каплиця зовсім недалеко. Лорд і дружина спокушають Гавейна: жінка вмовляє переспати з нею, а лорд пропонує таємничу угоду — всі мисливські трофеї, добуті за останні два дні в обмін на те, що Гавейн за той же час знайде в замку.
Наступного дня леді показує Гавейну такий же зелений пояс, як і материн, і теж запевняє, що Гавейну ніхто не зашкодить, поки пояс буде на ньому. Вона схиляє гостя до сексу, а коли той відмовляє, мастурбує йому і Гавейн вивергає сім'я на пояс. Леді після цього каже, що Гавейн ніякий не лицар, а замість неї постає стара. Гавейн хапає пояс і тікає з замку, але зустрічає лорда. Той, як і обіцяв, віддає йому тушу оленя, а Гавейн, замовчавши про пояс, віддає те, що отримав у замку — поцілунок леді. Вже майже біля каплиці лисиця людським голосом застерігає Гавейна повернути назад, але той не слухається.
Гавейн добирається до Зеленої каплиці, де буяє рослинність, і бачить Зеленого лицаря, який спить до настання Різдва. Гавейн повертає сокиру супротивнику та чекає коли лицар прокинеться. В святковий день той двічі замахується на Гавейна, і обидва рази Гавейн відсахується, просячи дати йому час набратися сміливості. Третього разу Гавейн тікає назад в Камелот. Відтоді він більше не знімає зелений пояс, навіть лягаючи спати. Артур присвячує його в лицарі і після смерті короля Гавейн сходить на трон.
Ессель народжує йому сина, Гавейн забирає дитину, проте відмовляє Ессель в одруженні, натомість одружується зі знатною жінкою. Син виростає і гине в битві. Через багато років вже постарілий Гавейн все ще править Камелотом, але жителі замку його зневажають. Навколишні села піднімають повстання й беруть замок в облогу; родина відвертається від короля Гавейна. Залишившись наодинці, Гавейн знімає зелений пояс, і тієї ж миті його голова падає на підлогу.
Гавейн отямлюється перед Зеленим лицарем у каплиці. Він знімає пояс і готується прийняти свою долю. Лицар хвалить Гавейна за відвагу та каже «не втрачати голови».
У сцені після титрів маленька дівчинка, імовірно дочка Гавейна, знаходить корону і надягає її собі на голову.

## В ролях
- Дев Патель — Сер Гавейн
- Алісія Вікандер — Леді / Ессель
- Джоел Еджертон — Лорд
- Саріта Чоудрі — Мати
- Шон Гарріс — Король Артур
- Ральф Айнесон — Зелений лицар
- Баррі Кіоган — Сміттяр
- Ерін Мей Келліман — Вініфріда
- Кейт Дікі — Ґвіневера
- Еммет О'Браєн — Мерлін

## Тематика

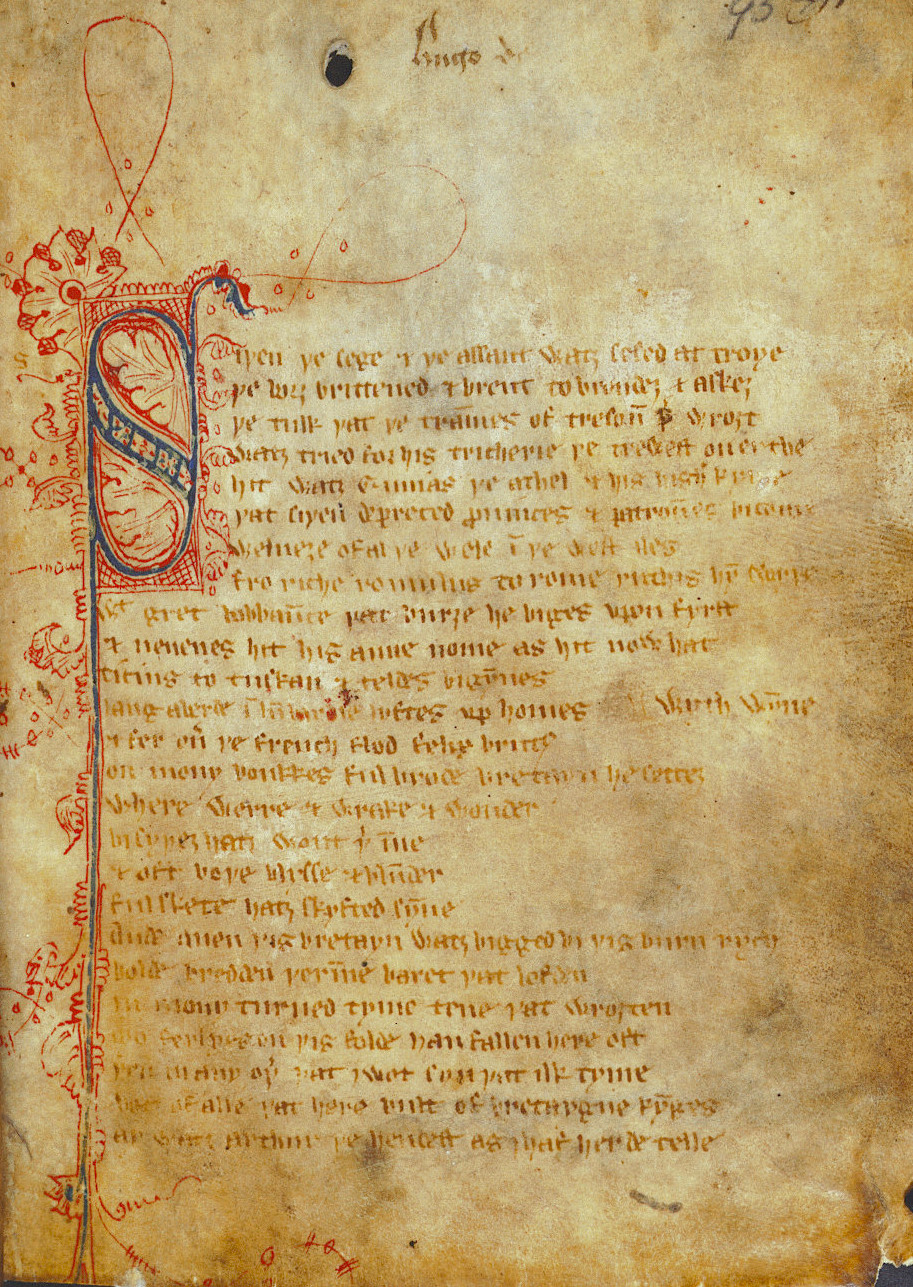
Перша сторінка рукопису поеми XIV ст.

Девід Лоурі описував цей фільм як історію про важливість самоконтролю, потрібного для збереження своїх здобутків. Хоча остаточна доля Гавейна лишається навмисно неоднозначною, Лоурі пояснив, що він хотів показати обезголовлення Гавейна позитивним, адже той приймає наслідки своїх вчинків. На початку цей персонаж прагне слави, але не задумується про ціну, яку йому доведеться заплатити. Діалоги з Ессель і Вініфрідою показують, що бути величним — це не те саме, що бути добрим, і з часом сер Гавейн приходить до усвідомлення цієї істини.
В оригінальній поемі особа Зеленого лицаря цілком чітка — це лорд Бертілак, перетворений феєю Морганою на Зеленого лицаря, щоб викрити справжню суть придворних короля Артура. В фільмі матір Гавейна слід розуміти як Моргану, яка влаштовує синові випробування (вона ж можливо постає в подобі лисиці). Сер Гавейн не має титулу лицаря, бо він ще не достойний його, право стати лицарем йому належить довести. Режисер коментував, що зобразив тут — можливо мимовільно — власні стосунки зі своєю матір'ю, що були суперечливі й безладні. Тому і Моргана то ніби допомагає синові, а то хоче його смерті. Слід звернути увагу, що в часи, коли розгортається сюжет, жінок пам'ятали здебільшого за те, якими стали їхні сини. Тож Моргана з одного боку відкриває синові шлях до слави, а з іншого отримує право покарати його за негідне використання наданої можливості.
Конфліктність і неоднозначність у фільмі мають ще й інший шар сенсів. «Сама поема часто вважається історією напруженості між більш консервативним християнством при дворі Артура та вільнішим язичництвом Зеленого лицаря й феї Моргани. Або, інакше кажучи, війни між цивілізацією та природою». Сміттяр уособлює те, що правління короля Артура — фактично єдиного, хто прямо згадує християнство в фільмі, — не було насправді мирним. Режисер зазначав, що не прагнув точно відтворити XIV ст. (час написання оригінальної поеми), але хотів забезпечити відчуття старовини.

## Виробництво

### Знімання
У листопаді 2018 року було оголошено, що Девід Лоурі призначений режисером нової екранізації поеми «Сер Гавейн і Зелений Лицар», фінансуванням якої займуться компанії A24, Ley Line Entertainment і Bron Studios.
У березні 2019 року Дев Патель вступив в переговори про зйомки в картині. У тому ж місяці до акторського складу приєдналися Баррі Кіоган і Ралф Айнесон. У квітні 2019 року було анонсовано, що у фільмі також візьмуть участь Алісія Вікандер і Ерін Келліман.
Зйомки почалися в березні 2019 року і проходили на майданчиках студії Ardmore Studios. За візуальні ефекти відповідає компанія Weta Digital.

### Маркетинг
Оригінальний тизер-трейлер картини був опублікований в мережі 13 лютого 2020 року компанією A24.

### Реліз
Міжнародна прем'єра фільму повинна була відбутися в березні 2020 року на кінофестивалі SXSW, але фестиваль був скасований у зв'язку зі спалахом коронавірусної хвороби. Фільм вийшов 30 липня 2021 року.

## Оцінки й відгуки
На агрегаторі Rotten Tomatoes фільм зібрав 88 % позитивних рецензій кінокритиків з середньою оцінкою 8/10. Консенсус критиків стверджує: «„Легенда про Зеленого лицаря“ вшановує і деконструює свій початковий матеріал однаковою мірою, створюючи пригоду, що затягує і чаклує фантастичне закляття».
Майкл О'Салліван з «The Washington Post» стверджував: «Як і оригінальний матеріал, це історія випробувань і уроків… Так, у цій історії є мораль. Але так само, як Гавейну лишається з'ясувати в чому ж вона, так само і враження від цього фільму — які включають в себе і величезне задоволення, і здивування — лишають глядачеві що розшифрувати, можливо, задовго після завершення титрів. Пряжа, яку тче Лоурі, багата на випадковості, але в підсумку проста. Насолодна від неї меншою мірою пов'язана з історією, ніж з дивовижною містифікацією своєї оповіді».
Марк Кермод із «The Guardian» вказав у своєму вердикті, що «Багата драматична музика Даніела Гарта та мрійлива кінематографія Ендрю Дроза Палермо роблять свій внесок у п'янке заклинання. Якщо результат спонукає глядачів звернутися до унікально легкої версії оригінального тексту від „Armitage“ (видавництво, в чиєму варіанті поема відома в англомовних країнах), то це було б справді чудово. Але в фільмі Лоурі є достатньо лоску та захопливості, щоб гордо стояти як самобутня поема».
Браян Лоурі з CNN писав: «Займаючи практично кожну сцену, Патель створює яскравого та впізнаваного героя, проводячи більшу частину часу так само, як і розгублена публіка. Дійсно, тих, хто очікує захопливої пригоди, слід попередити, оскільки дія, як правило, скоріше психологічна, ніж рухлива. Попри те, що фільм візуально цікавий, він побудований так, що ближче до фіналу так само провокує думати, як і все, що було перед цим. Явна оригінальність „Зеленого лицаря“ робить фільм вартим для перегляду кожному, хто має смак до такого матеріалу».
Згідно з Кітом Вотсоном зі «Slant», «Фільм Лоурі… згладжує вічні таємниці, туманну психологію та ідіосинкразії наративу про сера Гавейна та Зеленого лицаря, в результаті чого твір виглядає лише на поверхні сміливішим та загадковішим, ніж його початковий матеріал. По суті, фільм Лоурі бере стародавній текст і передає в ньому винятково сучасну тему: невдаха, син вельможі, який, зіткнувшись із тиском дорослого життя, опиняється застиглим у підлітковому віці. Лоурі чітко висловлює теми фільму про амбівалентність та страх у постановці останнього акту (в тонах „Випадку на мості через Совиний струмок“), яка заднім числом вирішує більшість найтаємничіших загадок фільму. Якщо у поемі пошуки Гавейна є дивним випробуванням його відповідності лицарству та честі, то тут це в основному один тривалий сеанс психотерапії».